# エーネゴ
エーネゴ（伊: Enego）は、イタリア共和国ヴェネト州ヴィチェンツァ県にある、人口約1,500人の基礎自治体（コムーネ）。
中世に都市同盟「セッテ・コムーニ」を構成していたコムーネの一つ。

## 名称
歴史的にはドイツ語系のチンブロ語が話された地域である。イタリア語以外の言語では以下の名称を持つ。
- チンブロ語: Ghenebe
- ドイツ語: Jeneve

## 地理

### 位置・広がり
ヴィチェンツァ県北端に位置するコムーネ。

#### 隣接コムーネ
隣接するコムーネは以下の通り。括弧内のBLはベッルーノ県、TNはトレント自治県（トレンティーノ＝アルト・アディジェ州）所属を示す。
- アルシエ (BL)
- アジアーゴ
- フォーツァ
- ガッリオ
- グリーニョ (TN)
- ヴァルブレンタ

### 気候分類・地震分類
気候分類では、zona F, 3541 GGに分類される。
また、イタリアの地震リスク階級 (it) では、zona 2 (sismicità media) に分類される。

## 行政

### 分離集落
エーネゴには、以下の分離集落（フラツィオーネ）がある。
- Coldarco, Fosse, Pianello, Stoner, Godeluna, Valgoda, Lessi, Frizzon, Valdicina